# Thời điểm
 Thời điểm  là một 'điểm mốc' trong một khoảng thời gian nào đấy. Thời điểm không có độ dài, nghĩa là nó chỉ được dùng để chỉ 'một điểm' để làm 'mốc' trong thời gian.